# Hoofdklasse hockey heren 1987/88
Het seizoen 1987/88 is de 15de editie van de herenhoofdklasse waarin onder de KNHB-vlag om het landskampioenschap hockey werd gestreden. 
In het voorgaande seizoen zijn Hattem en MEP gedegradeerd. Hiervoor kwamen Gooische en Pinoké in de plaats.
Bloemendaal werd landskampioen, Breda en nieuwkomer Gooische degradeerden rechtstreeks.

## Eindstand
Na 22 speelronden was de eindstand:
| #  | Club              | GS | W  | G | V  | P  | DV      | DT      | DS  |
| -- | ----------------- | -- | -- | - | -- | -- | ------- | ------- | --- |
| 1  | Bloemendaal       | 22 | 20 | 0 | 2  | 40 | 64 - 23 | 64 - 23 | +41 |
| 2  | HGC               | 22 | 14 | 5 | 3  | 33 | 73 - 31 | 73 - 31 | +42 |
| 3  | Tilburg           | 22 | 13 | 3 | 6  | 29 | 55 - 40 | 55 - 40 | +15 |
| 4  | Oranje Zwart      | 22 | 12 | 3 | 7  | 27 | 46 - 39 | 46 - 39 | +7  |
| 5  | Amsterdam         | 22 | 8  | 8 | 6  | 24 | 41 - 35 | 41 - 35 | +6  |
| 6  | HDM               | 22 | 10 | 4 | 8  | 24 | 36 - 38 | 36 - 38 | -2  |
| 7  | SCHC              | 22 | 7  | 7 | 8  | 21 | 31 - 37 | 31 - 37 | -6  |
| 8  | Kampong           | 22 | 6  | 5 | 11 | 17 | 34 - 41 | 34 - 41 | -7  |
| 9  | Pinoké            | 22 | 6  | 4 | 12 | 16 | 36 - 57 | 36 - 57 | -21 |
| 10 | Klein Zwitserland | 22 | 5  | 4 | 13 | 14 | 45 - 55 | 45 - 55 | -10 |
| 11 | Breda             | 22 | 3  | 4 | 15 | 10 | 24 - 54 | 24 - 54 | -30 |
| 12 | Gooische          | 22 | 3  | 3 | 16 | 9  | 25 - 60 | 25 - 60 | -35 |

### Legenda
| Afk.        | Betekenis                                                       |
| ----------- | --------------------------------------------------------------- |
| GS          | aantal gespeelde wedstrijden                                    |
| W           | aantal gewonnen wedstrijden                                     |
| G           | aantal gelijk gespeelde wedstrijden                             |
| V           | aantal verloren wedstrijden                                     |
| P           | totaal aantal punten                                            |
| DV          | aantal gemaakte doelpunten                                      |
| DT          | aantal doelpunten tegen                                         |
| DS          | doelsaldo                                                       |
| Bloemendaal | Landskampioen Bloemendaal plaatst zich voor de Europacup I 1989 |
| Breda       | Breda en Gooische zijn rechtstreeks gedegradeerd                |

Nederlands landskampioenschap:

1897/98 ·
1898/99 ·
1899/00 ·
1900/01 ·
1901/02 ·
1902/03 ·
1903/04 ·
1904/05 ·
1905/06 ·
1906/07 ·
1907/08 ·
1908/09 ·
1909/10 ·
1910/11 ·
1911/12 ·
1912/13 ·
1913/14 ·
1914/15 ·
1915/16 ·
1916/17 ·
1917/18 ·
1918/19 ·
1919/20 ·
1920/21 ·
1921/22 ·
1922/23 ·
1923/24 ·
1924/25 ·
1925/26 ·
1926/27 ·
1927/28 ·
1928/29 ·
1929/30 ·
1930/31 ·
1931/32 ·
1932/33 ·
1933/34 ·
1934/35 ·
1935/36 ·
1936/37 ·
1937/38 ·
1938/39 ·
1939/40 ·
1940/41 ·
1941/42 ·
1942/43 ·
1943/44 ·
1944/45 ·
1945/46 ·
1946/47 ·
1947/48 ·
1948/49 ·
1949/50 ·
1950/51 ·
1951/52 ·
1952/53 ·
1953/54 ·
1954/55 ·
1955/56 ·
1956/57 ·
1957/58 ·
1958/59 ·
1959/60 ·
1960/61 ·
1961/62 ·
1962/63 ·
1963/64 ·
1964/65 ·
1965/66 ·
1966/67 ·
1967/68 ·
1968/69 ·
1969/70 ·
1970/71 ·
1971/72 ·
1972/73
Hoofdklasse heren:

1973/74 · 
1974/75 · 
1975/76 · 
1976/77 · 
1977/78 · 
1978/79 · 
1979/80 · 
1980/81 · 
1981/82 · 
1982/83 · 
1983/84 · 
1984/85 · 
1985/86 · 
1986/87 · 
1987/88 · 
1988/89 · 
1989/90 · 
1990/91 · 
1991/92 · 
1992/93 · 
1993/94 · 
1994/95 · 
1995/96 · 
1996/97 · 
1997/98 · 
1998/99 · 
1999/00 · 
2000/01 · 
2001/02 · 
2002/03 · 
2003/04 · 
2004/05 · 
2005/06 · 
2006/07 · 
2007/08 · 
2008/09 · 
2009/10 · 
2010/11 · 
2011/12 · 
2012/13 ·
2013/14 ·
2014/15 ·
2015/16 ·
2016/17 ·
2017/18 ·
2018/19 ·
2019/20 ·
2020/21 ·
2021/22 ·
2022/23 ·
2023/24 ·
2024/25 ·
Nederlandse competities: Hoofdklasse (zaal) · Promotieklasse · Overgangsklasse · Eerste klasse · Tweede klasse · Derde klasse · Vierde klasse · Gold Cup · Silver Cup

Nederlands kampioenschap: Lijst van Nederlandse landskampioenen hockey · Lijst van Nederlandse landskampioenen zaalhockey

Europese competities: Euro Hockey League · Europacup I · Europa Cup II · Europacup zaalhockey